# Max-Planck-Forschungsstelle für die Wissenschaft der Pathogene
Die Max-Planck-Forschungsstelle für die Wissenschaft der Pathogene ist eine Forschungseinrichtung, in der die grundlegenden Regulationsmechanismen bei Infektions- und Immunitätsprozessen erforscht werden. Schwerpunktmäßig werden grampositive bakterielle Humanpathogene untersucht. Die Forschungsstelle ist Teil der Max-Planck-Gesellschaft und wurde im Mai 2018 als ehemalige Abteilung aus dem Max-Planck-Institut für Infektionsbiologie ausgegliedert.
Koordinaten: 52° 31′ 32,3″ N, 13° 22′ 27,8″ O